# Donbassaero
Donbassaero (em ucraniano:  Донбасаеро) era uma companhia aérea com sede na em Donetsk, Ucrânia. Operava serviços regulares domésticos e internacionais. Suas principais bases eram o Aeroporto Internacional de Donetsk e o Aeroporto Internacional Boryspil em Kiev.

## História

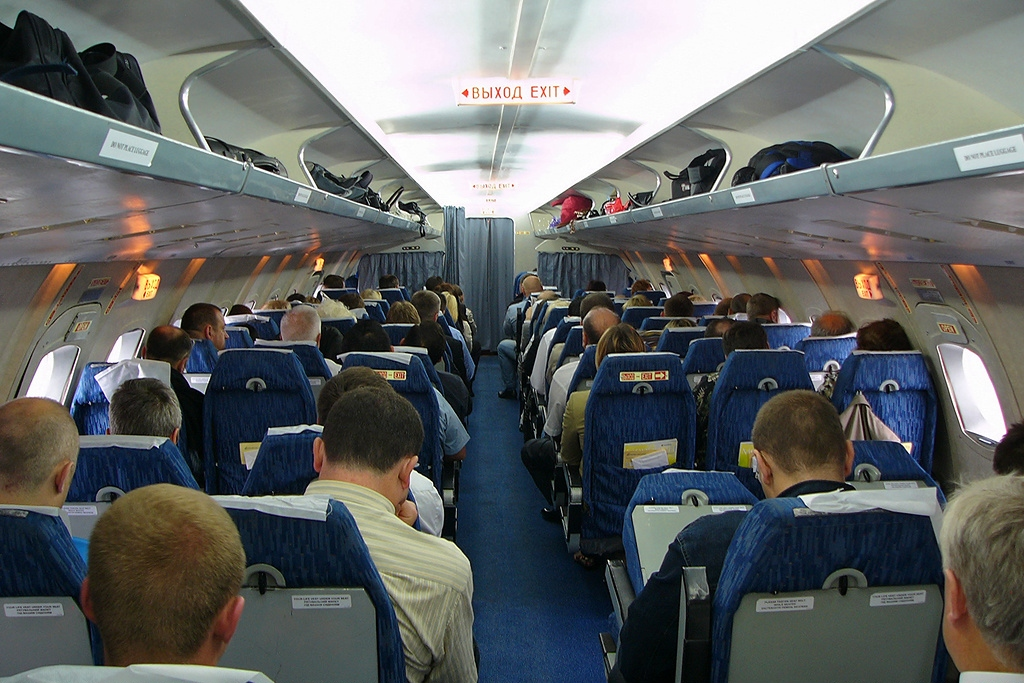
Interior de um Yakovlev Yak-42 da Donbassaero

A companhia aérea foi fundada em 1993 como Donetsk State Airline, então reorganizada e renomeada como Donbassaero em 2003. Seu site foi lançado em julho de 2005 e seu sistema de reservas online começou em novembro do mesmo ano.
Desde 25 de março de 2012, como resultado da decisão do Comitê Antimonopólio da Ucrânia de permitir a consolidação dos ativos físicos e operacionais do Grupo de Aviação Ucraniano, a Donbassaero deixou de operar voos com seu próprio código, mas sim em nome de sua controladora Aerosvit.
A companhia aérea fez um pedido de falência e encerrou suas operações em 14 de janeiro de 2013.

## Frota

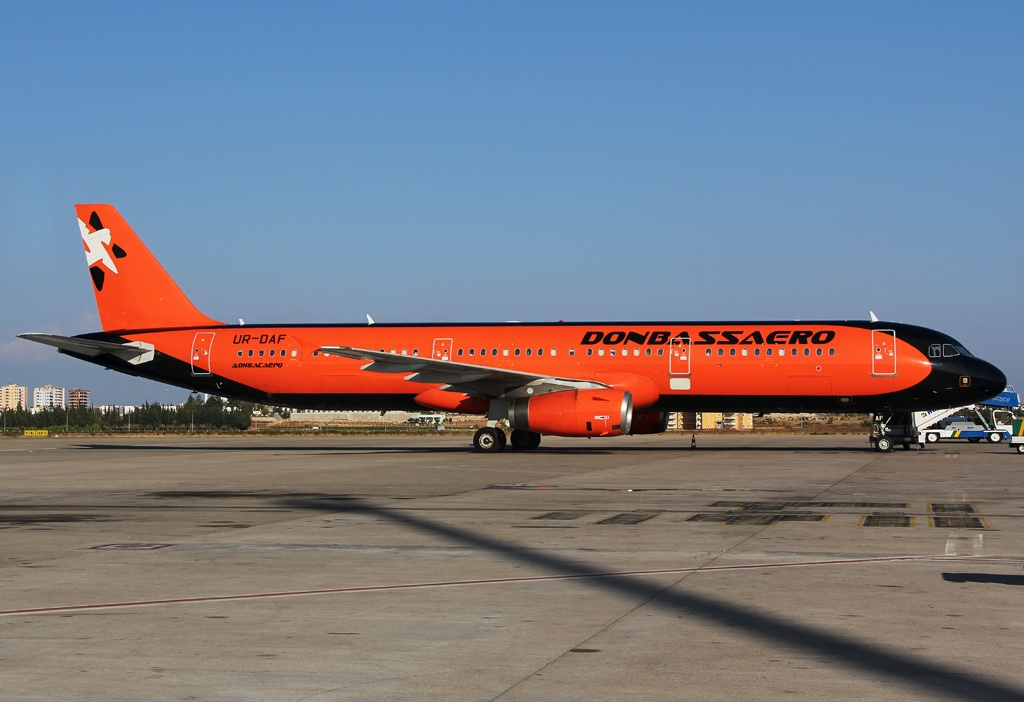
Um Airbus A321-200 da Donbassaero

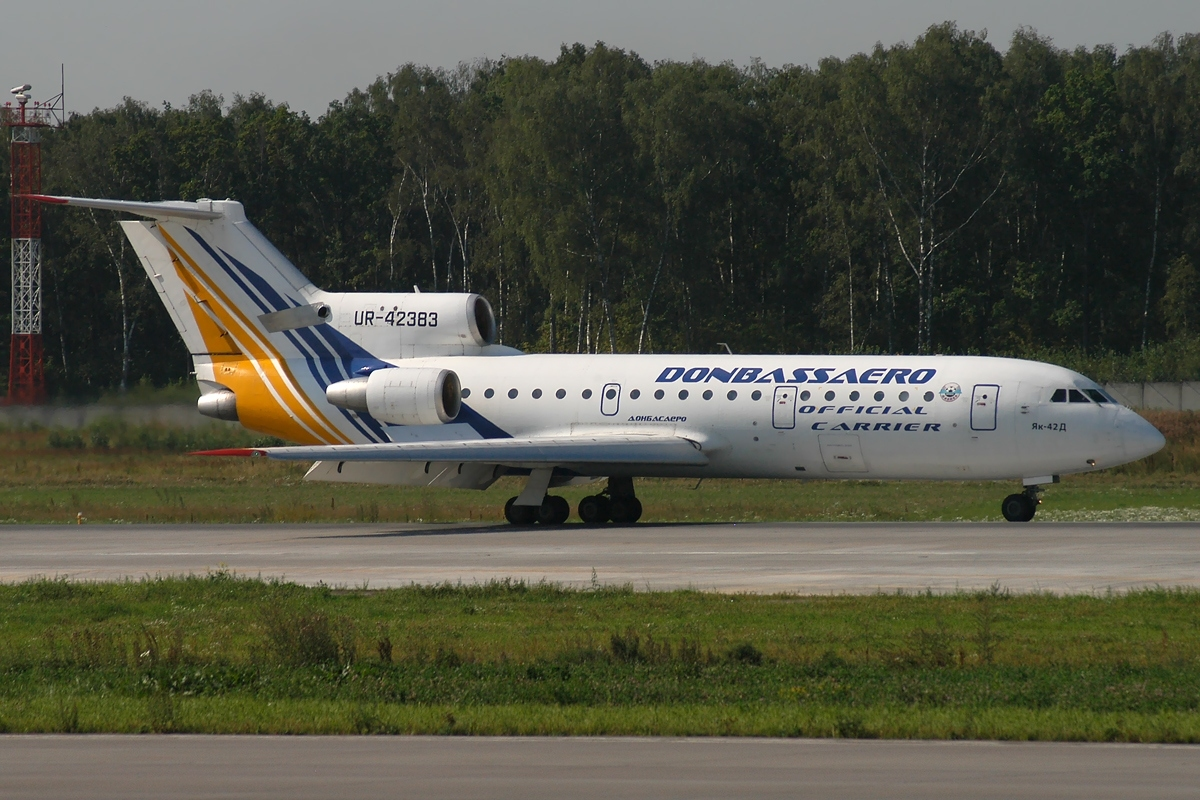
Um Yakovlev Yak-42 da Donbassaero

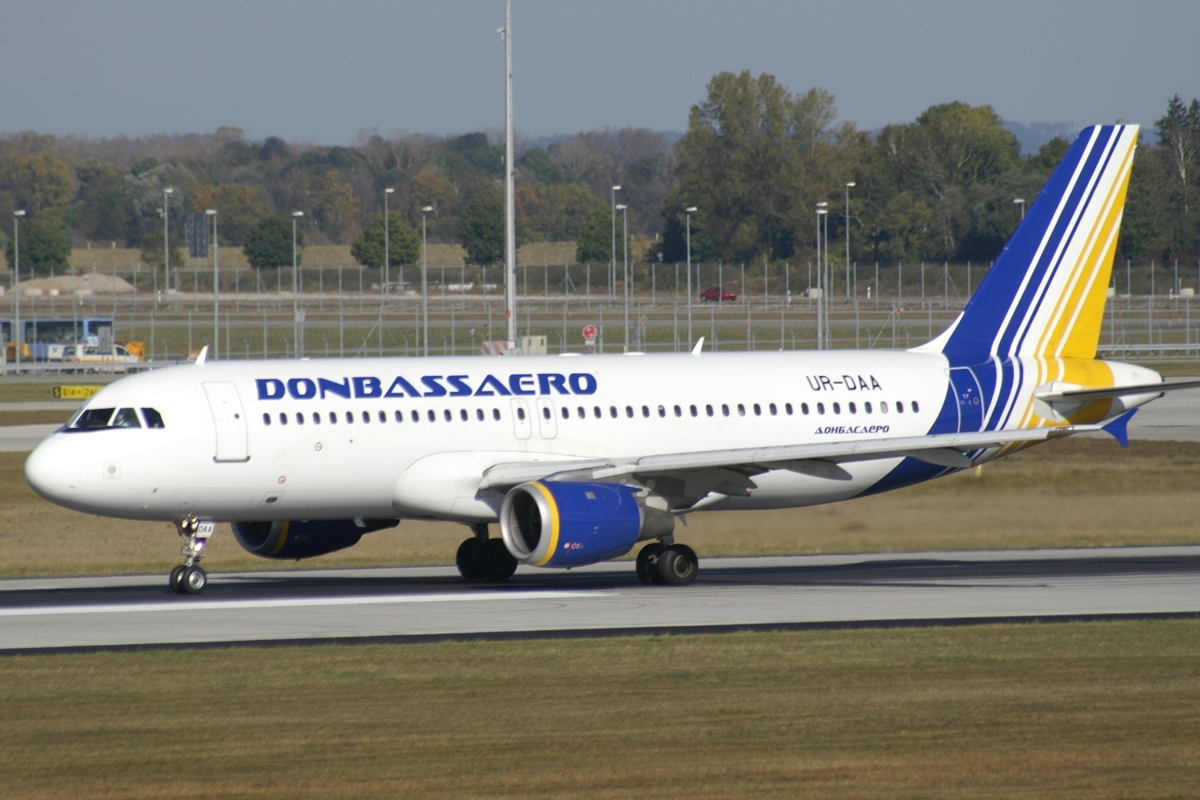
Um Airbus A320-200 da Donbassaero

A frota da Donbassaero consistia nas seguintes aeronaves (Dezembro de 2012): 
| Aeronaves       | Em Serviço | Ordens | Passageiros | Notas |
| --------------- | ---------- | ------ | ----------- | ----- |
| Airbus A320-200 | 9          | –      | 150         |       |
| Airbus A321-200 | 1          | –      | 210         |       |
| Total           | 10         | 0      |             |       |